# Scandic Talk Hotel
Scandic Talk Hotel es un rascacielos y hotel ubicado al este de Stockholmsmässan en Älvsjö en Estocolmo, Suecia. Tiene 72 metros de altura repartidos en 19 plantas y 248 habitaciones.
Fue construido por Rosenbergs Arkitekter y se inauguró el 23 de mayo de 2006.